# Michael Tronborg
Michael Tronborg Kristensen , né le 13 juillet 1983 à Grindsted au Danemark, est un coureur cycliste danois.

## Biographie
Michael Tronborg a remporté en 2003 une étape lors du Doble Copacabana Grand Prix Fides en Bolivie. En 2006 il rejoint l'équipe luxembourgeoise Team Differdange. En 2008, il remporte le Rogaland Grand Prix. En 2010, il rejoint pour une saison l'équipe Glud & Marstrand-LRØ Rådgivning.

## Palmarès
- 2001
  - 2e du championnat du Danemark du contre-la-montre par équipes juniors
- 2003
  - 2e étape du Doble Copacabana Grand Prix Fides
  - 3e du championnat du Danemark du contre-la-montre par équipes
  - 3e du championnat du Danemark sur route espoirs
- 2005
  - 2e du championnat du Danemark du contre-la-montre espoirs
  - 3e du championnat du Danemark du contre-la-montre par équipes
- 2006
  - 2e étape de l'Arden Challenge
- 2007
  -  Champion du Danemark du contre-la-montre par équipes (avec Jens-Erik Madsen et René Jørgensen)
  - 3e du Chrono champenois
- 2008
  - Rogaland Grand Prix
  - Duo normand (avec Martin Mortensen)
  - 2e du championnat du Danemark du contre-la-montre par équipes
  - 2e du Circuit du Houtland
  - 3e de la Post Cup
- 2009
  - 2e du championnat du Danemark du contre-la-montre par équipes
- 2010
  - 3e d'À travers le Hageland

## Classements mondiaux
| Année           | 2005   | 2006 | 2007 | 2008 | 2009   | 2010 |
| --------------- | ------ | ---- | ---- | ---- | ------ | ---- |
| UCI Europe Tour | 1 282e | 561e | 589e | 136e | 1 079e | 625e |